# Азамат-Юрт
Азамат-Юрт (рос. Азамат-Юрт) — село у Гудермеському районі Чечні Російської Федерації.
Населення становить 1941 особу (2019). Входить до складу муніципального утворення Азамат-Юртовське сільське поселення.

## Історія
Згідно із законом від 27 лютого 2009 року органом місцевого самоврядування є Азамат-Юртовське сільське поселення.

## Населення
| 1990  | 2002  | 2010  | 2012  | 2013  | 2014  | 2015  |
| ----- | ----- | ----- | ----- | ----- | ----- | ----- |
| 923   | ↗1226 | ↗1500 | ↗1600 | ↗1733 | ↗1840 | ↗1869 |
| 2016  | 2017  | 2018  | 2019  |       |       |       |
| ↗1881 | ↗1908 | ↗1925 | ↗1941 |       |       |       |